# Latchine (raion)
Latchine, ou Laçın selon la graphie azérie (en azéri : Laçın rayonu), est un raion d’Azerbaïdjan dont le chef-lieu est la ville du même nom. Il fait partie de la région économique du Zanguezour oriental.

## Géographie
Le raion s'étend sur 1 835 km2 à l'extrémité ouest de l'Azerbaïdjan et est frontalier de l'Arménie. Son territoire principalement montagneux s'étend sur la région du Haut-Karabagh et culmine au Qızılboga à 3 594 m. Il est arrosé par la rivière Hakari et ses affluents.

## Histoire
Au VIe siècle av. J.-C., la région fait partie du royaume d'Ourartou, puis, pendant l'Antiquité tardive, du royaume d'Arménie . Au cours de la période médiévale, Latchine fait partie de la province d'Artsakh sous le nom de Berdzor, dans la principauté arménienne des Bagratides. 
Du XVIe au XVIIIe siècle, la région est sous la domination des Perses séfévides, mais régie par ses propres meliks, elle jouit de fait d'une certaine autonomie. Au XVIIIe siècle, la région est vidée de sa population arménienne puis faiblement repeuplée par des tribus kurdes,.
De 1923 à 1929, la région fait partie du Kurdistan rouge, entité administrative de la république socialiste soviétique d'Azerbaïdjan. Elle partage sa frontière à l'ouest avec la RSS d'Arménie. Le raïon de Latchine est créé le 8 août 1930 au sein de la RSS d'Azerbaïdjan.  
Au cours de la première guerre du Haut-Karabagh, qui voit une victoire des forces arméniennes, il est intégré à partir de mai 1992 à la république du Haut-Karabagh, non reconnue, qui le rattache à la région de Kashatagh. À l'issue de la deuxième guerre du Haut-Karabakh de l'automne 2020, qui voit une victoire azerbaïdjanaise, un accord de cessez-le-feu est conclu entre l'Arménie, l'Azerbaïdjan et la Russie. Il entre en vigueur le 10 novembre et prévoit notamment que la région doit être restituée à l'Azerbaïdjan le 1er décembre. Seul le corridor de Latchine demeure sous le contrôle des forces russes d'interposition, pour une période de cinq ans, afin d'assurer un lien entre l'Arménie et le Haut-Karabagh. En juillet 2023, l'Azerbaïdjan viole l'accord de cessez-le-feu et prend le contrôle du corridor pour imposer un blocus au Haut-Karabagh. 
Une décoration est créée par l'Assemblée nationale azerbaïdjanaise pour commémorer la libération de la région de Latchine[réf. nécessaire].

## Culture et patrimoine
Le village d'Husulu abrite le monastère arménien de Tsitsernavank, fondé au Ve siècle, ainsi que de nombreux khatchkars.
L'église de la Résurrection, inaugurée en 1998 à Latchine et construite en tuf volcanique, est rasée en 2024 par les autorités azerbaïdjanaises.